# Platysenta indelicata
Platysenta indelicata là một loài bướm đêm trong họ Noctuidae.